# 大岛浩
大岛浩（1886年4月19日—1975年6月6日），日本陆军中將，日本外交官，在二战前和二战期间长期担任日本驻德国大使，是德意日三国同盟的重要推动者之一。被远东国际军事法庭裁定为甲级战犯。

## 早年经历
大岛浩生于岐阜县的一个陆军军人家庭。其父大岛健一曾参加过甲午战争和日俄战争，后在大隈重信内阁与寺内正毅内阁中，连续担任陆军大臣。大岛浩的童年在东京度过，就读于新宿区立爱日小学校时，与后来东京芝浦电气（即东芝）的社长石坂泰三是同级同学。其后曾在东京陆军地方幼年学校学习。1904年11月，从陆军中央幼年学校毕业。
大岛在青少年时期曾寄养于在日德国人家庭，受到了良好的德语训练。成为军人后首次派驻德国时，还曾与德国青年一起学习德语，教材是罗莎·卢森堡的《俄国革命》和卡尔·李卜克内西的《书信》。据说由于醉心于德语，大岛直到晚年还保留着每天看德语书籍和杂志的习惯。
1915年从陆军大学校毕业后，大岛曾在炮兵部队和参谋本部服役，后于1923年8月至1924年2月间，派往日本驻奥地利和匈牙利公使馆任公使馆副武官。1934年3月5日，开始担任日本驻德国大使馆副武官。

## 驻德生涯

### 与纳粹高层的交往

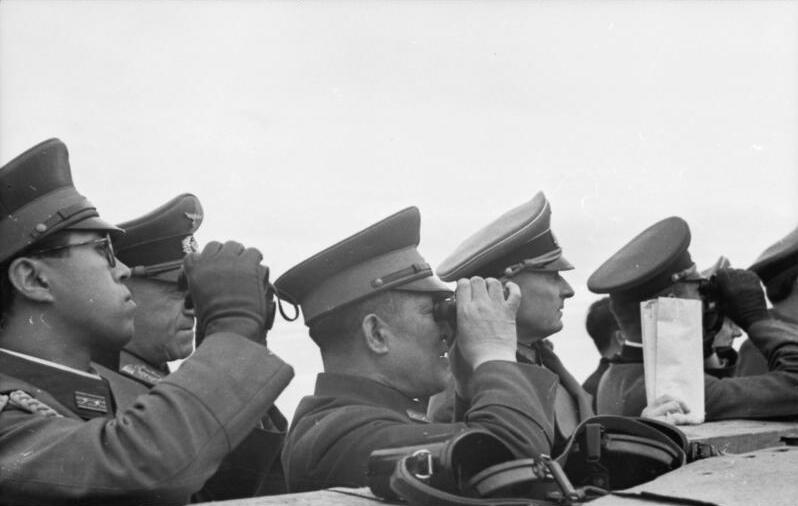
1943年，大岛（图片中央者）在法国南部视察德军据点。

在断断续续的早期驻德生涯中，大岛浩与当时迅速崛起的纳粹党高层人物建立了深厚的交情。得益于流利的德语，大岛很快就与希特勒在外交方面的亲信顾问约阿希姆·冯·里宾特洛甫成为好友。那时，这位前香槟销售员尚未执掌外交部，但他的“里宾特洛甫办公室”却已是希特勒所实际倚重的外交机构了。从这一点上说大岛的地位与里宾特洛甫颇有相似之处：虽然大岛的身份仅是使馆武官，却在纳粹高层和日本参谋本部的支持下掌握了德日外交的实际主导权。在1936年11月反共产国际协定达成后，当时的美国驻日大使约瑟夫·格鲁就曾判断：该协定完全是由大岛一手推动，而外务省则几乎不曾参与其中。事实上，当时外务省的政策是与纳粹德国保持距离，而大岛却自作主张，极力推动德日同盟——这与时任日本驻英国特命全权大使、亲近英美的吉田茂，可谓处于截然不同的两个极端。在先后推动反共产国际协定和三国同盟条约（1940年11月）的签署的同时，大岛本身的地位也迅速窜升，1938年三月升为中将，半年后一跃而升任日本驻德国大使。
纳粹德国高层对大岛的重视从另一件事也可见一斑：1939年德国与苏联签订苏德互不侵犯条约，事先未知会（长期以苏联作为假想敌的）日方。日方为表达不满而召回大岛，代之以来栖三郎任驻德大使。然而在德方的强烈坚持下，大岛于1941年四月又返回德国重任大使，直到1945年德国投降。除了里宾特洛甫，大岛与希特勒本人以及希姆莱等都建立了私人情谊。由于精通德语并且极其了解德国，大岛浩对于纳粹德国的大政方针和军事计划的了解，比之一般的外国人要深入许多。《第三帝国的兴亡》的作者威廉·夏伊勒，就曾在书中评价大岛为“比纳粹党人还要道地的纳粹分子”——而在日本的外务省和帝国海军中，则有人称大岛为“驻德的德国人大使”（日语：駐独ドイツ大使），揶揄其对纳粹德国的醉心和崇拜。

### 参与谋划太平洋战争
早在1941年2月13日，大岛浩与里宾特洛甫就德日联合对英美作战的可能性进行了探讨，两人都认为在亚洲对大英帝国发起打击的时机已经成熟。2月23日，里宾特洛甫催促大岛向日本政府施压，要求日本攻击英国在东亚的军事存在。到了当年11月28日，里宾特洛甫更向大岛作出承诺：如果日本对美国开战，德国亦将随后加入对美国的战争。

在珍珠港袭击之后不久，大岛获颁大十字日耳曼鹰金质勋章。里宾特洛甫出席了颁奖仪式。根据纽伦堡审判披露的秘密文件，希特勒在对大岛的致辞中说： 
|  | 你们的宣战很正确。这也是问题唯一合适的解决方法了。日本一直在按部就班地追求谈判，能谈到什么时候就谈到什么时候。但是如果对方感兴趣的只是以此拖延时间和羞辱你们，而非真的要达成协议的话——那你们就应该狠狠打击他们，一秒也不耽搁地宣战。 |

二战期间，大岛曾前往东线前线和大西洋壁垒访问，并且与希特勒和其他纳粹领袖定期会晤。作为一位受过严格训练的军官，他将许多纳粹提供的军事细节写成了报告，并迅速地用“紫”外交密码将报告通过无线电传回东京。但日本人不知道的是，“紫”早在1940年就已被美国破译人员成功破译。因此大岛的报告几乎总是在发出的同时就被美国情报机构所掌握。经常发生的情形是，美国人比日本人更早读到报告——因为德国和日本间的通讯问题常常会使报告耽搁上几小时。

### 日本对苏作战问题
虽然大岛浩一向持有反苏立场，但他的政府还是与莫斯科在1941年4月签署了苏日互不侵犯条约。当年六月，德军入侵苏联，而德国政府此时则希望日本也同时对苏联发起攻击。然而在入侵苏联前夕，德国政府并未向大岛提供最新的攻击计划。在1941年5月17日的谈话中，负责外交的国务秘书恩斯特·冯·魏茨泽克还向大岛否认德国与苏联间有任何紧张关系。
德国入侵苏联的行动于1941年6月22日展开后，日本政府受到的加入侵苏战争的压力也日益增大。在当年7月9日，里宾特洛甫试图说服大岛浩，希望后者能催促其政府加入对苏联的战争。里宾特洛甫的主要论点是“想要在东亚一劳永逸地扳倒俄国巨人，再也不会有像现在这样好的机会了。”迟至1943年3月6日，大岛终于向里宾特洛甫转达了日本政府的官方回复：
日本政府完全地认识到来自俄国的危险，也完全体谅德国盟友对日本加入与苏战争的迫切希望。不过，考虑到现在的战争状况，对于日本政府而言这是不可能的。日本政府更加相信，现在不加入对苏战争更为符合双方的共同利益。此外，日本政府也绝不会无视俄国问题。

### 参与德国战争犯罪
大岛对希特勒的尊敬使得他个人也卷入了德国的一些战争犯罪和暴行中。其中一个例子就是他和希特勒在1942年1月3日会晤中达成的共识，内容是关于在交战区域击沉正在救援逃离沉船乘员的救生艇的行动。官方文件这样写道：

元首指出，不论美国能造出多少新船，他们的主要问题还是缺乏人力。因此，为了杀死尽可能多的船员，即便是商船也要不加警告地予以击沉。如果多数海员在沉船时丧生的情况传播开来，美国人在征召新兵时就会遇上困难了，何况训练能出海的人员需要很长时间。我们在为生存而战，因此我们的态度不能被什么人类感情主宰。所以元首只得下令，如果潜艇上不能监禁外国海员的话——在海上这本来就不太可能——潜艇应该在发射鱼雷后浮出水面，射击救生船。大岛大使衷心赞同元首的意见，并且说，“日本人也将被迫效仿这样的措施。”

在1944年5月27日大岛与希特勒和里宾特洛甫的会晤中，希特勒还曾建议过，日本政府应当公开地绞死所有在空袭中被捕的美国飞行员以儆效尤，以减少类似的袭击。

### 由大岛造成的情报泄露

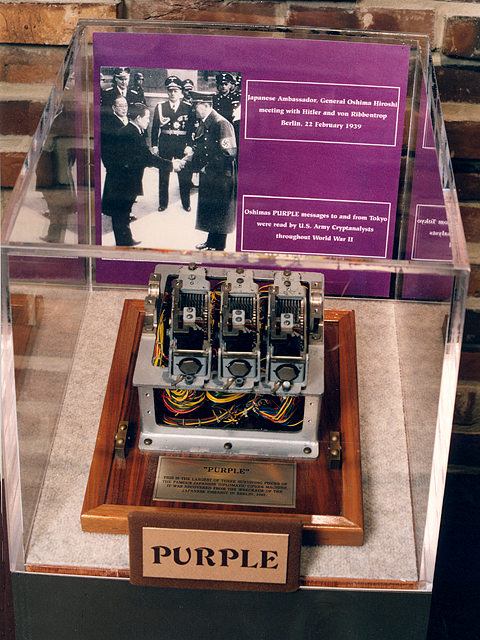
二战末期美军从日本驻德使馆收缴的“紫”密码机的一部分。后面照片显示的是大岛浩与希特勒握手的场景，而站在他们身后的正是里宾特洛甫。

事实上由大岛传递的情报几乎都被截获：在1941年的11个月中是75件，1942年约100件，1943年约400件，1944年约600件——即便是1945年德国即将退出战争前的最后四个月裡也有约300件。例如，在1942年1月19日解码的一份情报中，里宾特洛甫同意每日向大岛提供最新情报，以便后者向东京报告。里宾特洛甫特别警告说，“任何由于我们的失误导致的情报泄露均会造成致命后果，所以对这些情报的处置必须极其机密”。尽管德国方面经常向大岛抱怨日本密码的不可靠，但大岛还是信誓旦旦地对其安全性做出了保证。他的疏忽大意日后被证明对日本的情报活动构成了致命的损害。比如，日本在同為法西斯國家的西班牙國代号为TO的间谍网络（该组织得到佛朗哥長槍黨政权心照不宣的支持）所收集的情报，很大一部分也是通过大岛传递的：美方根据截获的这部分证据，在1944年暂停了对西班牙油轮的石油供应。乔治·马歇尔曾称大岛为盟军“对希特勒在欧洲动向情报的最主要来源”。
尽管有时候大岛会作出错误的判断——比如他预计英国会在1941年底向德国投降——但大岛所“提供”的关于纳粹政策和军事计划的确凿消息还是给予盟军无可估量的巨大帮助。譬如说，早在1941年6月6日，他就向东京报告了德国将在当月22日巴巴罗萨计划。
另一个例子是1943年11月，当时大岛刚刚对法国海岸的大西洋壁垒防御工事进行了四天的考察。回到柏林之后，他根据这次考察撰写了20页的详细报告，详列了每个德国师的所在位置，以及兵力和武器情况。报告中还详细描述了防坦克壕、近岸旋转炮塔以及机动力量的情况。这为盟军制定诺曼底登陆计划提供了重要的信息。与之相关的是盟军所策划的坚忍行动（为分散德军兵力而进行的假部署）。在登陆前的一周，希特勒向大岛透露，虽然盟军在挪威，布列塔尼和诺曼底进行佯攻，但他们“还是会全力在多佛尔海峡区域开辟第二战场”。大岛将这一信息也尽忠职守地传回东京，从而使盟军得知坚忍行动确实起到了效果。
大岛的情报对参与欧洲轰炸的人们而言也极具价值。大岛在报告中详述了空袭给德国目标造成的损失，为盟军提供了较少偏见的空袭损失评估报告。

## 战争末期与战后岁月
随着战局进展，德军不断收缩撤退，但大岛浩关于德国必将取得最后胜利的信念从未动摇。尽管如此，在1945年3月他向东京的报告中还是提到了“柏林将成为战场”的危险并表露出了“一月之内柏林或被放弃”的忧惧。1945年4月13日，大岛最后一次见到里宾特洛甫，并发誓要与第三帝国的领袖们一起共赴时艰。他声称：“我不希望仅仅因为战争破坏的危险，就像其他外交官一样撤离柏林。”尽管如此，他还是在晚间被德国外交部礼宾司（Protokollabteilung）告知：根据希特勒的直接命令，所有外交官必须离开柏林。大岛把夫人送到了巴特加斯泰因，一个奥地利的山间度假地，他自己则在次日与其他日本外交人员一起离开柏林，前往与夫人會合。
不足一月之后德国投降，大岛等人也被监禁了一段时间。他们被从海路带到美国，到达时间是当年7月11日。在宾夕法尼亚州的一处度假旅馆，大岛被拘留并讯问了一段时间，随后被释放回到日本。
大岛在破坏殆尽的祖国度过了短暂的自由时光，随即又在1945年12月16日被捕并因战争罪而遭起诉。在远东国际军事法庭的审判中，他因参与谋划侵略战争而被判有罪。在法官们的投票中，大岛以一票之差免于死刑，最终被判处终身监禁。在巢鸭监狱服刑数年后，1955年底，大岛得到假释。1958年得到赦免。此后他在神奈川县茅崎市隐居。出于对希特勒的高度崇拜，大岛在隐居处的接待室裡一直摆放着他与希特勒的合影。战后在日本执政的自民党曾数次劝其出山参选，均为大岛所拒绝。1975年去世。